# Teddi Kollek
Teddi Kollek (héber betűkkel טדי קולק, izraeli angol átírással Teddy Kollek, Nagyvázsony, 1911. május 27. – Jeruzsálem, 2007. január 2.) izraeli politikus, 1965 és 1993 között Jeruzsálem polgármestere.

## Élete
Kollek Tivadar néven Nagyvázsonyban, zsidó családban született. Nevét Herzl Tivadar után kapta. Ő is osztotta apja, Alfréd cionista eszméit. Bécsben nőtt fel, majd 1935-ben, három évvel azelőtt, hogy a nácik elfoglalták Ausztriát, a Kollek család Palesztinába vándorolt, ami abban az időben brit mandátumterület volt. Kollek lelkesen vett részt egy új közösség megalkotásában, amely 1937-ben jött létre Genezáreti tó partján Én Gév kibuc néven. Ugyanebben az évben elvette Támár Schwartzot, aki két közös gyermeküknek, Ámósz és Osznat Kolleknek adott életet.
A második világháború alatt Kollek megpróbálta az európai zsidók érdekeit képviselni. A háború kitörésekor megegyezett Adolf Eichmannal, hogy 3000 zsidót a haláltáborok helyett Angliába vigyenek. Dávid Ben-Gúrión szövetségese, majd később, 1952 és 1965 között kormányának tagja volt.
1965-ben Kollek Mordeháj Ís Sálómot követte a jeruzsálemi polgármesteri székben. Hat cikluson, összesen huszonnyolc éven át volt a város irányítója, többször (1969-ben, 1973-ban, 1978-ban, 1983-ban, valamint 1989-ben) újraválasztották. Általános vélemény szerint Jeruzsálem az ő irányítása alatt lett modern város; leginkább a város 1967-es újraegyesítése lendített az életszínvonalon. 1993-ban, 82 éves korában is indult a választásokon, de ellenfele, a Likúd Párt képviselője, Ehúd Olmert későbbi miniszterelnök legyőzte.